# Il mio amico è una bestia
Il mio amico è una bestia (Rufus) è un film per la televisione statunitense del 2016 diretto da Savage Steve Holland e prodotto da Nickelodeon.

## Trama
Manny Garcia arriva in una nuova scuola ed ha subito difficoltà a fare amicizia, tranne che con la compagna di classe Paige, la ragazza reporter della scuola. Quando trova un misterioso amuleto, Manny decide di appenderlo al collare del suo cane Rufus. Una notte, il ragazzo esprime il desiderio di diventare popolare e di avere un vero amico e, la mattina dopo, scopre che, grazie all'amuleto, il cane si è trasformato in un ragazzo. Manny decide di portare con sé Rufus a scuola, dove, improvvisamente, diventa lo studente più popolare. Tuttavia, il ragazzo incomincia a diventare geloso di lui, malinterpretando alcune sue azioni.
Nel frattempo, però, una banda di gangster sta cercando l'amuleto e scopre, durante il ballo della scuola, che ne sono in possesso proprio i due ragazzi. La banda decide, quindi, di rapire Manny per attirare Rufus nel loro nascondiglio. Insieme a Paige, tuttavia, quest'ultimo riesce a liberare il suo padrone, ma, durante la colluttazione, l'amuleto si rompe e il ragazzo si ritrasforma in un cane.

## Personaggi e interpreti

### Principali
- Rufus, interpretato da Jace Norman.
- Manny Garcia, interpretato da Davis Cleveland.
- Paige, interpretata da Haley Tju.
- Mr. Black, interpretato da Noel Johansen.
- Signor Garcia, interpretato da Chad Riley
- Signora Garcia, interpretata da Lisa Durupt.

### Secondari
- Shaydo, interpretato da Yvonne Chapman.
- Dim Sum, interpretato da Paul Belsito.
- Devon, interpretato da Darien Provost
- Samantha, interpretata da Sidney Grigg
- Chang, interpretato da Curtis Lum.
- Wheels, interpretato da Gleen Ennis.
- Signora Dunlop, interpretata da Jocelyne Loewen.
- DJ della festa, interpretato da J. Alex Albright.

## Accoglienza

### Critica
Rotten Tomatoes dà al film una valutazione del 60% sulla base di 28 valutazioni.

## Sequel
Nel 2017, è stato distribuito un sequel, Il mio amico è una bestia 2 (Rufus 2), con protagonisti: Jace Norman, Davis Cleveland, Haley Tju e Jade Pettyjohn.